# Шуруп

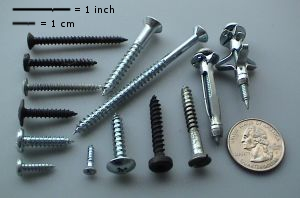
Шурупи

Шуру́п, діал. шруба — кріпильна деталь у вигляді стрижня з гвинтовою нарізкою і заборним конусом. Використовується для кріплення деталей та конструкцій. Етимологія: слово шуруп (первісно «шруб») походить від сер.-в.-нім. schrūbe, яке сходить до нар.-лат. scrōba.
Шурупи можна поділити на три групи.
- для деревини та інших м'яких матеріалів (саморізи);
- для металу і твердих матеріалів;
- універсальні.

Кожна з цих груп має декілька підгруп.
Має три головні частини:
- нарізна частина;
- голівка;
- тіло шурупа без нарізки (в окремих типах шурупів відсутня).